# Almas Monassypow

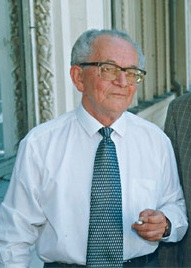
Almas Monassypow

Almas Monassypow (tatarisch Almaz Zakir ulı Monasıypov, russisch Алмаз Закирович Монасыпов, * 11. Juli 1925 in Kasan, TASSR, UdSSR; † 22. Juli 2008 in Moskau, Russland) war ein tatarischer Komponist, Dirigent, Verdienter Künstler der Tatarischen ASSR (1969), Verdienter Künstler der RSFSR (1987), Preisträger des Staatlichen Gabdulla-Tukaj-Preises der Republik Tatarstan (1991), Volkskünstler der Republik Tatarstan (2000).
Als einer der Ersten unter den tatarischen Komponisten verkörperte Monassypow in der modernen Musik die alten Schichten der nationalen Tradition, wie Bait (tatarisch бәет bäyet), Munadjat (tatarisch мөнәҗәт mönäcät) und Buchgesang (tatarisch китап көе kitap köye). Die symphonische Dichtung Mussa Jalil und die vokal-symphonische Dichtung In den Rhythmen von Tukaj (tatarisch Тукай аһәңнәре Tuqay ahäñnäre) des Komponisten sind als tatarische musikalische Klassiker anerkannt. Als einer der großartigsten tatarischen Komponisten der zweiten Hälfte des 20. Jahrhunderts leistete Almas Monassypow einen großen Beitrag zur Entwicklung der tatarischen Musik.

## Leben
Almas Zakir ulı Monassypow wurde am 11. Juli 1925 in Kasan geboren. In der Familie des zukünftigen Komponisten ertönte oft Musik: Sein Vater liebte es, Geige zu spielen. Im Alter von elf Jahren trat Almas in die Kindermusikschule Nr. 1 der Stadt Kasan ein, um das Spielen auf dem Violoncello zu lernen. In der Musikschule und dann in der Kasaner Musikfachschule war der Lehrer von Almas Monassypow der berühmte Lehrer Ruwim Lwowitsch Poljakow, der dem begabten jungen Mann half, an sein musikalisches Talent zu glauben.
1943 wurde Almas Monassypow im Alter von 18 Jahren in die Armee einberufen. Der Musiker nahm als Soldat am Großen Vaterländischen Krieg teil. Nach Kriegsende kehrte er wieder zum Studium zurück. Er trat in das Kasaner Staatskonservatorium ein, wo er 1950 seinen Abschluss als Cellist in der Klasse von Alexander Wladimirowitsch Broun absolvierte. In dem Gedanken, dass das Komponieren von Musik seine Hauptberufung ist, kehrte Monassypow 1952 wieder an das Konservatorium zurück, um Komposition zu lernen. Im Jahr 1956 absolvierte er das zweite Mal das Kasaner Konservatorium (in der Klasse von Albert Leman) und erhielt ein Diplom als Komponist. Im Jahr 1964 absolvierte der Komponist eine vollständige Absolventenweiterbildung am Konservatorium in der Spezialisierung opernsymphonisches Dirigieren in der Klasse von Issai Esrowitsch Scherman.
Von 1959 bis 1970 arbeitete Almas Monassypow als Dirigent am Tatarischen Jalil-Staatsoperntheater. Von 1970 bis 1971 war er Dirigent des Sinfonieorchesters der Tatarischen Tukaj-Staatsphilharmonie. Von 1968 bis 1973 und von 2000 bis 2003 unterrichtete er Komposition am Kasaner Konservatorium.
Ab 1972 lebte der Komponist in Moskau, nahm aber aktiv am musikalischen Leben der Republik Tatarstan, an der Arbeit der Vereinigung der Komponisten Tatarstans und an der Erziehung junger Komponisten teil. 1991 wurde dem Komponisten der Staatliche Gabdulla-Tukaj-Preis der Republik Tatarstan verliehen.
Almas Monassypow starb am 22. Juli 2008 in Moskau und wurde auf dem Mitinsky-Friedhof beigesetzt. Die Gedenkfeier fand am 24. Juli 2008 statt.

## Musik
Das Talent des Komponisten zeigte sich besonders deutlich im Genre der Symphonien, die er an musikalisch geübte Zuhörer gerichtet hat.

### Symphonische DichtungMusa Jalil
Das dem berühmten tatarischen Dichter-Held gewidmete Symponie-Gedicht „Musa Jalil“ (die zweite Symphonie, 1971) brachte Almas Monassypow einen großen Erfolg. Der sich in der Sinfonie durch Bilder von Mut und Heldentum, Krieg und Feind strahlend verkörpernde Komponist lädt die Zuhörer ein, über wichtige Fragen des menschlichen Lebens nachzudenken, die Erinnerung an die Kriegshelden ewig zu bewahren und die Welt zu schützen.

### Symphonie III (1974)
In der dritten Sinfonie (1974) setzt der Komponist das philosophische Thema der Suche nach einem menschlichen Platz in der Welt fort, zeigt die Komplexität und Notwendigkeit, Grausamkeit und Gewalt zu ertragen. In der Musik der Symphonie ist das SOS-Signal interessant verschlüsselt. Der Rhythmus des SOS-Signals bricht in den Höhepunkten der thematischen Entwicklung durch, wenn das Thema beginnt, um Hilfe zu «schreien».

### Symphonie IVDastan(1978)
In der vierten Symphonie „Dastan“ (1978) werden die alten Schichten der jahrhundertealten tatarischen Kultur „lebendig“. Monassypow wandte sich immer an die Intonationen und Rhythmen der alten Baits und Munajats, einschließlich ihrer instrumentellen und vokalkompositorischen Umsetzung. Die Suche nach neuen Mitteln der Darstellung der geistigen Welt der tatarischen Kultur hat der Komponist immer im Kontext der modernen Tendenzen der Weltmusik unter Berücksichtigung der neuen Richtungen der Entwicklung der kompositorischen Technik durchgeführt.

### Andere Musikwerke
Als ein Meister der ernsten Musik ist Monassypow gleichzeitig auch als Autor vieler populärer Lieder und Romanzen bekannt, die die Liebe der Zuhörer nicht nur in der Republik Tatarstan, sondern auch weit darüber hinaus genießen. Seine Romanzen und Lieder zeichnen sich sowohl durch  interessante und schöne Melodien, eine ausdrucksvolle Rhythmik als auch eine reiche und bunte Harmonik aus. Monassypows Kompositionen werden auch von Poporchestern aufgeführt. Zum Beispiel gehörte der Foxtrott «Träume» zum Repertoire des bekannten Jazzorchesters unter der Leitung von Oleg Lundstrem.
Eines der berühmtesten Werke war die im Jahr 1975 geschriebene vokal-symphonische Dichtung In den Rhythmen von Tukaj. Sie kombiniert die Traditionen alter Munajats, moderner Popsongs und europäischer Vokal- und symphonischer Musik. 1990 wurde das Musikalische Opfer an Salich Saidaschew für das Symphonieorchester geschrieben, in dem der Autor dem Begründer der sowjetisch-tatarischen Unterhaltungsmusik huldigt.

## Werke
- „In den Rhythmen von Tukaj“ (1975)
- Symphonien I–IV (1963, 1968, 1974, 1978)
- „Musikalisches Opfer an Salich Saidaschew“ (1990)
- „Kryaschene Melodien“ (1998)
- Begleitmusik für Theaterstücke
- mehr als 300 Lieder und Romanzen mit tatarischen und russischen Texten
- Kammermusik:
  - Violinsonate (1954)
- Stücke für Soloinstrumente

## Artikel
- Монасыпов, А. Неразрывная связь: [воспоминания композитора о годах учебы в консерватории] // Казань. – 2005 – № 5 – С. 18-19.
- Монасыпов, А. Как создать элиту. Оценки и прогнозы. Век ушедший и наступивший век. XX-XXI. // Казань. – 2001 – № 2 – С. 71.
- Монасыпов, А. Неангажированный оптимист: [беседа с композитором накануне его юбилея] / Беседовала Т. Алмазова. // Республика Татарстан. – 2001 – 20 января.